# Child Lake 164A
Child Lake 164A är ett reservat i Kanada.   Det ligger i provinsen Alberta, i den centrala delen av landet, 3 100 km väster om huvudstaden Ottawa.
I omgivningarna runt Child Lake 164A växer i huvudsak blandskog. Runt Child Lake 164A är det mycket glesbefolkat, med 3 invånare per kvadratkilometer.